# Mini-STX
Mini-STX (Mini Socket Technology EXtended、略: mSTX、元々は「Intel 5x5」) は、2015年に(「5x5」として)Intelによってリリースされたコンピュータのマザーボード・フォームファクタである。
これらのマザーボードのサイズは147x140mm (5.8x5.5インチ) で、「4x4」NUC(102x102mm/4.01x4.01インチ)およびNano-ITX(120x120mm/4.7x4.7インチ)ボードよりも大きいがしかし、一般的なMini-ITX(170x170mm/6.7x6.7インチ)ボードよりも著しく小さい。
正方形の形状を使用するこれらの規格とは異なり、Mini-STXフォームファクタは前面から背面まで7mm長く、わずかに長方形になっている。 

## Mini-STXの設計要素
Mini-STXのデザイン案は以下をサポートすることを(ただし要求していないが)提案している:
- ソケット化されたプロセッサ (例えばLGAもしくはPGA CPU)
- オンボード電源調整回路により、直接DC電源入力が可能
- マザーボードの前面と背面に埋め込まれたIOポート (NUCに似ているが、エンクロージャの内蔵ポートを接続するために代わりにヘッダーを使用することが多い一般的なマザーボードとは異なる)

## メーカーによる採用
このマザーボードのフォームファクタは、いくつかの製品があるものの、消費者向けPCメーカではまだ特に一般的に使用されていない:
- ASRockは、DeskMiniキット(mini-STXボードを使用)とスタンドアロン・マザーボードの両方を提供、
- ASUSは、VivoMiniキット(mini-STXボードを使用)とスタンドアロン・マザーボードを提供、
- GIGABYTEはいくつかのマザーボードを提供しており、
- 産業用PCサプライヤー(例えばKontron、Iesy、ASRock Industrialなど)も、mini-STX機器向けのオプションをいくつか提供している。

## 派生
ASRockは、'DeskMini GTX/RX'小型フォームファクタPCおよび産業用マザーボード用に、micro-STXと呼ばれるmini-STXの派生製品を開発した。
Micro-STXは、グラフィックスや機械学習アクセラレータを含む特別なPCI Express拡張カードの使用を可能にするMXMスロットを追加するが、拡張されるボードの幅が2インチ増加するため、寸法は147x188mm(5.8x7.4インチ)になる。

## リファレンス
- http://www.pcworld.com/article/2975764/components/intel-unveils-ultra-tiny-fully-upgradable-5x5-mini-pc-motherboards.html
- http://www.intel.com/content/www/us/en/technology-provider/products-and-solutions/desktop/mini-stx-for-mini-pcs.html
- http://www.asrock.com/mb/Intel/H110M-STX/
- https://www.asrock.com/nettop/AMD/DeskMini%20A300%20Series/ (AMD AM4)
- https://www.gigabyte.com/Motherboard/GA-H110MSTX-HD3-rev-10#ov